# Neko (ソフトウェア)
Neko（ねこ）は、様々なプラットフォーム向けに作られているマスコット型のデスクトップアクセサリーで、マウスカーソルを追いかける猫を表示するソフトウェアである。

## 歴史
初出はPC-9801シリーズ用常駐（TSR）プログラムで、作者はnaoshi（若田部直）である（"Neko.COM version 0.03" という文字列が内部に確認できるバージョンの著作者表示は "Copyright(c) by <tenten> & naoshi" となっている。日付は不詳）。CUIアプリケーションを使用している前提で、その背景グラフィックで動作するものであり、追いかける対象はマウスカーソルではなく、テキストカーソルであった。グラフィックもこの記事の冒頭にあるものとは異なっている。
続いて、後藤寿庵によって68k Macintosh（Mac OS (旧)）のデスクアクセサリ版が作られた。デスクアクセサリの略であるDAを付けてnekoDAとも呼ばれている。nekoDAでは技術的困難さにより、猫の行動範囲はデスクトップ上を任意に動き回るのではなくウィンドウ内とされ、マウスカーソルがウィンドウ外に出るとウィンドウの端で爪を研ぐ動作、マウスカーソルがウィンドウ内に入るとマウスアイコンが鳥や魚に変わる動作、マウスカーソルが一定時間以上動かないと寝てしまう動作が盛り込まれた。なお、ウィザードリィの開発者の1人であるロバート・ウッドヘッドは、nekoDAを見て「Cute!」という感想を述べたと言われている。また、この記事の冒頭にあるグラフィック（そして以下の多くの版に流用されている）の初出もこのnekoDA版である。後藤のもとにIBMから直接人が来て、非独占的使用権の手続きをしたというエピソードもある。
1990年、古場正行によってX Window Systemクライアント版が作られた。X版はxnekoと名付けられている。更に同年、加藤によって、xnekoをベースに、猫が移動可能なウィンドウ制約を取り払ったonekoが作成されている。onekoでは、マウスカーソルを画面端に移動させると画面の端で爪を研ぐといったように機能が変更されている。onekoはbiff互換のメール着信通知に対応していたが、後にPOPを用いたメール着信通知に対応させるパッチなども公開されている（これらのxneko・onekoという名前付けは、Xでよく見られる慣習に（xclockとoclockなど）倣ったものである）。
1992年には飽谷竜一（みゃいぬみ）によってFM TOWNS（TownsOS V2.1）版が作られた。
他方、xnekoはDavid HarveyによってWindows向け版が作られ、Neko for Windowsと名付けられている。Neko for Windowsでは、oneko同様、猫の移動範囲は画面全体となっている。また、設定によってマウスカーソルから逃げる動作、ウィンドウの周囲を周回する動作、ランダムに移動する動作などを選択できるほか、猫の足跡を残す機能も設けられている。
BeOS向けには、Neko the Replicatという名前のものが公開されている。
世間に出回っているこれらのプログラムで使われている画像は、そのほとんどがnekoDA作者の後藤によって作成された画像（及びその画像のフォーマットを、各プラットフォームで扱いやすいフォーマットに変換したもの）である。後藤は「絵の使用に関しては完全にフリーである。フリーウエア作家が使用することは制限しない。」と語っているという。

## 派生作品
oneko-sakura
onekoをベースに、猫衣装の木之本 桜がマウスカーソルを追いかけるように改変されたもの。
チューチューマウス
ネズミがマウスカーソルを追いかけるもの。